# ディエゴ・デンメ
ディエゴ・デンメ（Diego Demme 、1991年11月21日 - ）は、ドイツ・ノルトライン＝ヴェストファーレン州ヘルフォルト出身のプロサッカー選手。ヘルタ・ベルリン所属。ポジションはMF。

## 経歴

### クラブ
アルミニア・ビーレフェルトの下部組織で育成され、2010年12月4日のSpVggグロイター・フュルト戦でプロデビューをした。
2010-11シーズン終了後、ビーレフェルトとの契約延長を巡って裁判になった。2011年12月12日、SCパーダーボルン07に移籍。
2014年1月8日、RBライプツィヒと2018年までの契約を結んだ。2016年8月28日のTSG1899ホッフェンハイム戦でブンデスリガデビューを果たした。
2020年1月11日、SSCナポリに移籍した。

### 代表
2017年5月、ロシアで開催されるFIFAコンフェデレーションズカップ2017のドイツ代表メンバーに選出された。2017年6月10日、2018 FIFAワールドカップ・ヨーロッパ予選のサンマリノ戦で、78分から途中出場しドイツ代表デビューを果たした。コンフェデレーションズカップは腰痛のため1試合も出場せず終わった。

## 人物
父親はカラブリア州出身のイタリア人で、「ディエゴ」の名はディエゴ・マラドーナに因んで名付けられたという。

## タイトル

### クラブ
ナポリ
- コッパ・イタリア：2019-20
- セリエA：2022-23